# سید محمد حسینی (دروازه‌بان)
سید محمد حسینی بازیکن فوتبال ایرانی زادهٔ رشت در پست دروازه بان است.
وی در فصل ۹۵–۹۶ لیگ آزادگان با تیم سپید رود به لیگ برتر کشور صعود کرد . او در همان فصل با عملکرد قابل توجه خود و کلین شیت‌های متعدد در بازی‌های آن فصل یکی از ارکان اصلی صعود تیمش به لیگ برتر بود.